# 苟皓东
苟皓东（？—），男，中华人民共和国外交官，曾任中华人民共和国驻登巴萨总领事。

## 生平
苟皓东毕业于广州外国语学院和外交学院。曾任驻利比里亚大使馆参赞。2014年底，任驻非盟使团公使衔参赞。2016年，调任驻坦桑尼亚大使馆公使衔参赞。2018年3月，出任中华人民共和国驻登巴萨总领事。2020年6月，自驻登巴萨总领事离任。